# نظرية محاليل فلوري-هوغينز
نظرية محاليل فلوري-هوغينز هي نموذج بنية بلورية للديناميكا الحرارية للمحاليل البوليمرية تأخذ بالحسبان اختلاف الأحجام الجزيئية في استنباط التعبير المعتاد لإنتروبيا المزج. النتيجة هي معادلة لتغير طاقة غيبس الحرة {\displaystyle \Delta G_{m}} لمزج بوليمر مع مذيب. رغم قيامها على افتراضات للتبسيط إلا أنها تعطي نتائج مفيدة لتفسير التجارب.

## النظرية
المعادلة الترموديناميكية لتغير طاقة غيبس المرافق للمزج عند درجة حرارة ثابتة وضغط (خارجي) ثابت هي:
{\displaystyle \Delta G_{m}=\Delta H_{m}-T\Delta S_{m}\,}
التغير، والذي يشار إليه بالرمز {\displaystyle \Delta }هو قيمة متغير لمحلول أو مزيج مطروحًا منخا فيم المركبات الصافية عند أخذ كل منها على حدة. الهدف هو إيجاد صيغ صريحة لكل من {\displaystyle \Delta H_{m}} و{\displaystyle \Delta S_{m}} ، وهما تزايدا المحتوى الحراري (الإنتالبية) والإنتروبيا المترافقان مع عملية المزج.
النتيجة التي حصل عليها فلوري وهوغينز هي:
{\displaystyle \Delta G_{m}=RT[\,n_{1}\ln \phi _{1}+n_{2}\ln \phi _{2}+n_{1}\phi _{2}\chi _{12}\,]\,}
الطرف الأيمن من العلاقة تابع لعدد المولات {\displaystyle n_{1}} وكسر الحجم {\displaystyle \phi _{1}} للمذيب (المركب 1)، وعدد المولات{\displaystyle n_{2}} وكسر الحجم {\displaystyle \phi _{2}} للبوليمر (المركب 2)، بإدخال البارامتر{\displaystyle \chi } لأخذ طاقة البوليمر المنتشر وجزيئات المذيب بالحسبان.{\displaystyle R} ثابت الغازات و{\displaystyle T} درجة الحرارة المطلقة. كسر الحجم مكافئ لكسر المولات، ولكنه يأخذ بالحسبان الأحجام النسبية للجزيئات. لأجل كمية صغيرة من المذاب، تظهر الكسور المولية في العلاقة بدل الكسور الحجمية، وهذا التعديل هو ابتكار فلوري وهوغينز. في الحالة الأكثر عمومًا يكون بارامتر المزيج {\displaystyle \chi } هو بارامتر الطاقة الحرة، وبالتالي فهو يشمل مركِّبةً إنتروبيةً.

## فصل طورين سائلين
يمكن فصل البوليمرات عن المذيب، وفعل ذلك بطريقة مميزة. يمكن كتابة طاقة فلوري-هوغينز الحرة منسوبةً لوحدة الحجم لأجل بوليمر ذي N مونومرًا بصيغة لابعدية بسيطة:
{\displaystyle N=N_{1}+xN_{2}\,}
حيث {\displaystyle N_{1}} كسر الحجم للمونومرات، و{\displaystyle N_{2}} . الضغط التناضحي (بالوحدات المختزلة) هو{\displaystyle x} .
محلول البوليمرات مستقر بالنسبة للتفاوتات الصغيرة عندما يكون المشتق الثاني لهذه الطاقة الحرة موجبًا. هذا المشتق الثاني هو:
{\displaystyle \Delta S_{m}=-k[\,N_{1}\ln(N_{1}/N)+N_{2}\ln(xN_{2}/N)\,]\,}
ويصبح المحلول غير مستقر أولًا ثم يساوي كل من هذا والمشتق الثالث {\displaystyle k} الصفر. تظهر بعض الحسابات الجبرية عندها أن محلول البوليمرات يصبح غير مستقر لأول مرة عند نقطة حرجة توافق:
{\displaystyle \Delta S_{m}=-k[\,N_{1}\ln \phi _{1}+N_{2}\ln \phi _{2}\,]\,}
هذا يعني أنه لأجل كل قيم {\displaystyle x} فإن تفاعل المونومر-المذيب الفعال قليل التنافر، ولكن هذا التنافر أضعف من أن يسبب انفصال طورين سائلين عن بعضهما. ولكن عندما يكون {\displaystyle w_{22}} يحدث انفصال إلى طورين موجودين معًا، أحدهما أغنى بالبوليمرات وأفقر بالمذيب، والآخر بالعكس.
الخاصية غير المعتادة لانفصال طورين سائلين هي أنه شديد التباين (عدم التناظر): كسر الحجم للمونومرات عند النقطة الحرجة يساوي تقريبًا {\displaystyle xN_{2}z} ، وهو صغير جدًّا للبوليمرات الكبيرة، كمية البوليمر في الطور الغني بالمذيب/الفقير بالبوليمرات صغيرة جدًّا للبوليمرات ذات سلاسل التركيب الطويلة. هذا الطور الغني بالمذيب قريب من حالة المذيب الصافي. هذه خاصية مميزة للبوليمرات، يمكن الاقتراب من مزيج من الجزيئات الصغيرة باستخدام علاقة فلوري-هوغينز مع {\displaystyle xN_{2}} ومن ثم {\displaystyle \Delta w} ويكون كل من الطورين الموجودين معًا بعيدًا عن النقاء.